# Ulrich de Steinfeld
Ulrich de Steinfeld (? - 1170) est un chanoine prémontré originaire de France, chef de l'abbaye de Steinfeld, lorsque celle-ci n'était qu'une simple communauté monastique. Selon Césaire de Heisterbach, malgré une vie passée en Allemagne, il n'aurait jamais réellement maîtrisé cette langue.

## Biographie
Né en France au XIIe siècle, il intègre l'Ordre des Prémontrés, et émigre en Allemagne dans l'Eifel, où il travaille comme chercheur de la fondation collégiale de Münstereifel. Après quelque temps passé dans cette ville, il rejoint l'abbaye de Steinfeld, alors simple communauté monastique dirigée par Eberwin de Helfenstein. Il remplace cette dernière en 1152 ou 1160, à la tête de la communauté. Après avoir passé entre 10 et 18 ans (selon les dates de débuts) de sa vie à diriger l'institution monastique, il meurt finalement le 5 janvier 1170 à Kall.
La collection de 73 lettres qu'il a écrite lorsqu'il était chef de communauté, entre 1152 et 1158, demeure aujourd'hui l'un des témoignages majeurs du fonctionnement de l'Ordre des Prémontrés à ses débuts. Celle-ci ne sont pas conservées à l'original, mais grâce à une copie conservée de la fin du XIIe siècle de l'abbaye d'Arnstein. Réapparue à Darmstadt, cette copie est offerte en 1894 au séminaire épiscopal de Mayence par le conseil de fabrique de Darmstadt. Ces lettres sont publiées pour la première fois en 1896 dans le magazine de l'association d'histoire d'Aix-la-Chapelle, sous l'impulsion de l'(historien Ferdinand Wilhelm Emil Roth. La version numérisée des manuscrits est disponible sur le site de la bibliothèque universitaire d'Heidelberg (de) (numérisation de l’œuvre).